# A Night like This (singolo)
A Night like This è un singolo della cantante jazz olandese Caro Emerald, pubblicato l'11 dicembre 2009 dall'etichetta discografica Grandmono Records. È stato diffuso a livello internazionale nel dicembre del 2010.
Il brano, scritto da Vincent Degiorgio, Jan Van Wiering e David Schreurs e prodotto da questi ultimi, ha riscosso un grande successo nei Paesi Bassi raggiungendo la prima posizione della classifica di vendita dei singoli locale nel gennaio 2010.
Ha anticipato la pubblicazione del disco di debutto della cantante, intitolato Deleted Scenes from the Cutting Room Floor, che ha riscosso un grande successo di vendite restando al vertice della classifica olandese degli album per svariati mesi.
Il singolo contiene anche una nuova versione del singolo di debutto dell'artista, Back It Up, interpretata insieme a Madcon. Caro Emerald si è esibita con questo pezzo nella trasmissione italiana Parla con me, andata in onda venerdì 12 novembre 2010. Il brano è inoltre utilizzato nella sigla della trasmissione televisiva italiana Kalispéra!, condotta da Alfonso Signorini, oltre che nella sigla della sessione invernale, andata in onda nel gennaio 2011, della trasmissione Speciale Calciomercato in onda su Sky Sport 1 condotta da Alessandro Bonan assieme all'esperto di mercato Gianluca Di Marzio e con la partecipazione di Faina.
Nel 2013 la canzone fa da colonna sonora al film Amiche da morire.
L'arrangiamento del brano originale è caratterizzato da sonorità tipiche del mellotron con campioni di archi e di arpeggi di pianoforte in stile jazz.
Il video ufficiale di questo singolo è stato utilizzato nei Paesi Bassi per sponsorizzare Martini Moments ©.

## Tracce
CD singolo (Grandmono GM004 [nl] / EAN 8717092004138)
1. A Night like This – 3:47
2. A Night like This (a cappella) – 3:47
3. A Night like This (strumentale) – 3:47
4. Back It Up (feat. Madcon) – 3:34

## Classifiche
| Classifica (2010/2011) | Posizione massima |
| ---------------------- | ----------------- |
| Austria                | 1                 |
| Belgio (Fiandre)       | 52                |
| Germania               | 4                 |
| Italia                 | 10                |
| Paesi Bassi            | 1                 |
| Polonia                | 2                 |
| Regno Unito            | 65                |
| Svizzera               | 9                 |

### Classifiche di fine anno
| Classifica (2011) | Posizione |
| ----------------- | --------- |
| Austria           | 15        |
| Germania          | 19        |
| Romania           | 45        |
| Svizzera          | 57        |